# Engyō-ji
Lo Shoshazan Engyō-ji (書写山圓教寺 o meno comune 書寫山圓教寺?)  è un tempio della corrente buddista Tendai a Himeji, Hyōgo, Giappone.

## Storia
Fu fondato da Shoku Shonin nel 966 un prete buddista che ricevette da Mañjuśrī la divinità dell’intelletto e della saggezza l’impulso alla costruzione per consentire a coloro che sarebbero ascesi al monte d’essere purificati nel corpo e nello spirito. 
Presto il luogo divenne famoso e molti pellegrini iniziarono la loro venuta tra cui l’imperatore Go-Daigo mentre era diretto presso le isole Oki.

## Il complesso
Il complesso di edifici si trova sulla cima del Monte Shosha a circa 25 minuti di autobus dalla stazione di Himeji. La cima della montagna è raggiungibile con un sentiero di un miglio o tramite la funivia, ed è spesso visitato dai pellegrini. Le scene de L’ultimo samurai sono state girate lì. 
Engyō-ji è il tempio n. 27 nel pellegrinaggio Kannon del Kansai , seguendo Ichijō-ji e precedendo Nariai-ji . 

## Elenco degli edifici
- Daikōdō - Importante proprietà culturale del Giappone. Questa grande sala fu costruita nel 986. Era il locale più grande ed era adibito all’addestramento dei religiosi. Venne ricostruito all’inizio del XV secolo nel periodo Muromachi per poi essere smantellato e ricostruito nuovamente nel 1956.
- Jōgyōdō - Questa sala di addestramento è dedicata a Amitabha ed è un’Importante proprietà culturale del Giappone. Fu ricostruito nel periodo Muromachi, e poi nuovamente ricostruito nel 1965.
- Jikidō - Importante proprietà culturale del Giappone. Eretto nel 1174 questo edificio a due piani serviva come sala per l’addestramento e l’alloggio dei religiosi. Venne smantellato e ricostruito nel 1963. Il tesoro di questo edificio è esposto al secondo piano.
- Shōrō - Importante proprietà culturale del Giappone. Il campanile del complesso venne costruito nel 1332, la campana è una delle più antiche del Giappone. Fu ricostruito nel periodo di Kamakura.
- Kongodō - Importante proprietà culturale del Giappone. Era un sotto-tempio in cui viveva Shoku. Qui incontrò Kongosatta (Vajrassattva) e gli fu rivelato il segreto per comunicare col Buddha. L’edificio fu ricostruito nel periodo Muromachi, smontato e ricostruito nel 1958.
- Gohōdō - Del periodo Muromachi fu ricostruito nel 1559. Il tempio è dedicato ai guardiani di Shoku che erano le incarnazioni di Wakaten (divinità dei tesori) e Otonen (divinità del fuoco). Queste statue di guardiani sono un’Importante proprietà culturale del Giappone.
- Gohōdō haiden - Fu ricostruito nel 1589.
- Maniden - È l’edificio principale costruito nel 970, dedicato alla dea della Misericordia. L’edificio fu bruciar nel 1921, la costruzione attuale è del 1932. Questo è l’edificio dove giungono i pellegrini per ricevere la stampa che indica la loro visita. Ci sono anche quattro statue di guardiani visibili solo una volta l’anno, il 18 gennaio.
- Yakushido
- Daikokudō
- Hokkedō
- Kaizandō - Importante proprietà culturale del Giappone. Fu ricostruito nel periodo Edo .
- Fudōdō
- Gyōjadō
- Monjudō
- Bentendō
- Juryōin - Importante proprietà culturale del Giappone. Edificio del periodo ero, ricostruito nel 1688. Uno dei principali sotto templi. Venne visitato dall’imperatore Goshirakawa nel 1174 dopo essere diventato un prete buddista.
- Jumyōin - Kyakuden, Kuri e Karamon è un’importante proprietà culturale del Giappone.
- Myōkōin
- Zuikōin
- Sengakuin
- Jujiin
- Niomon - Ingresso principale dell’area sacra, del periodo del e ricostruito nel 1665. Il tempio interno è considerato sacro.

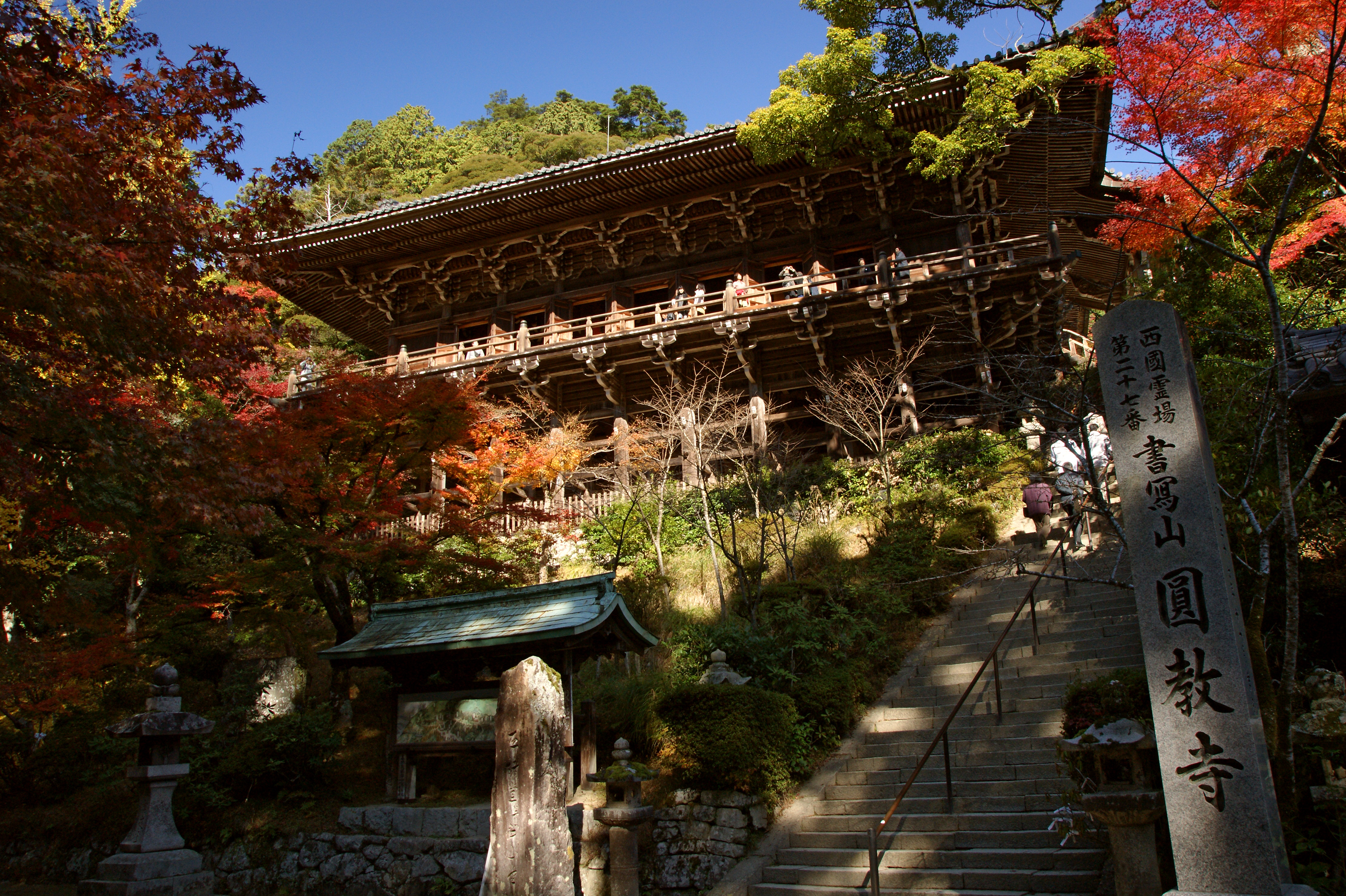
Maniden
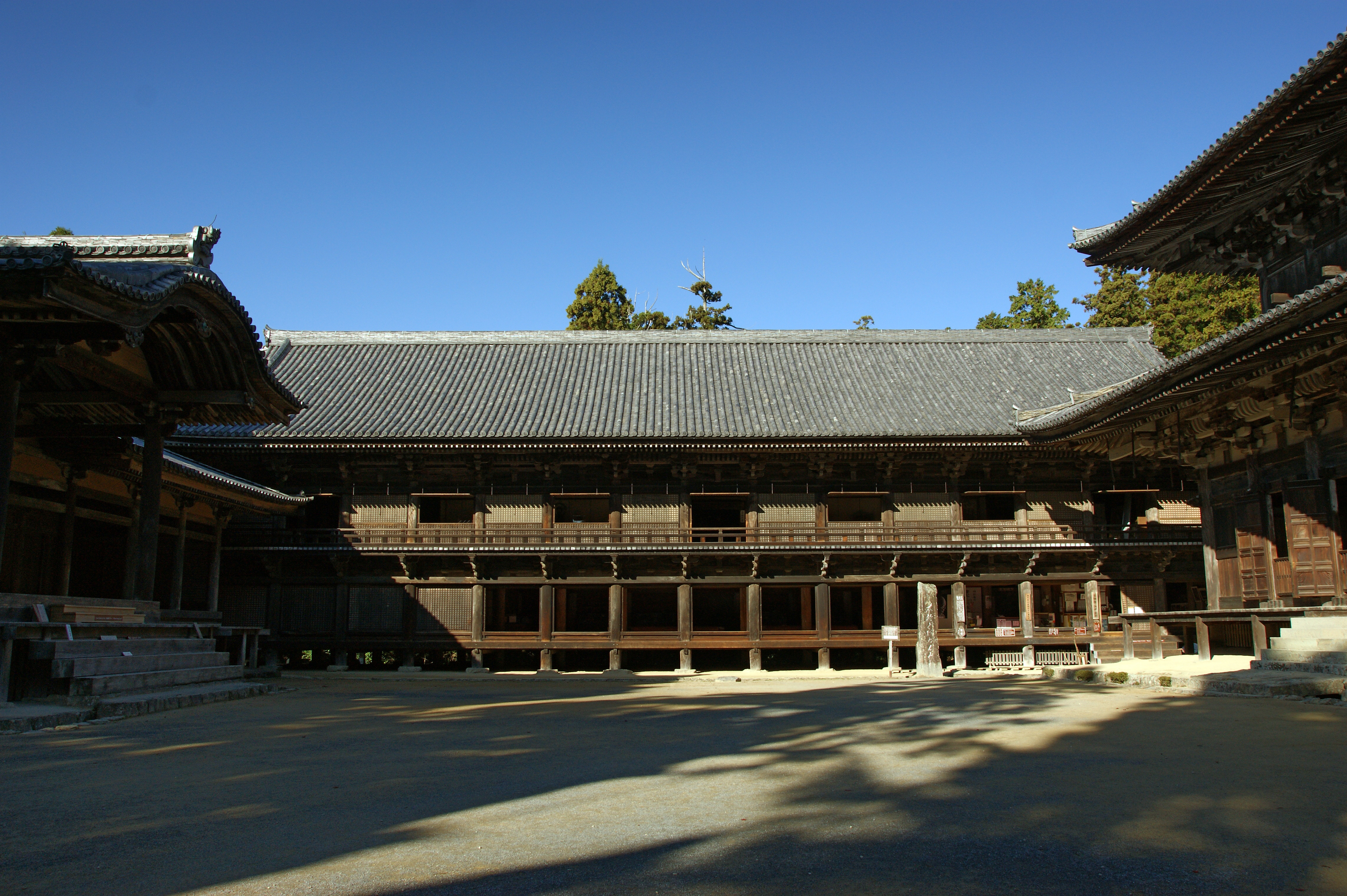
Jikidō
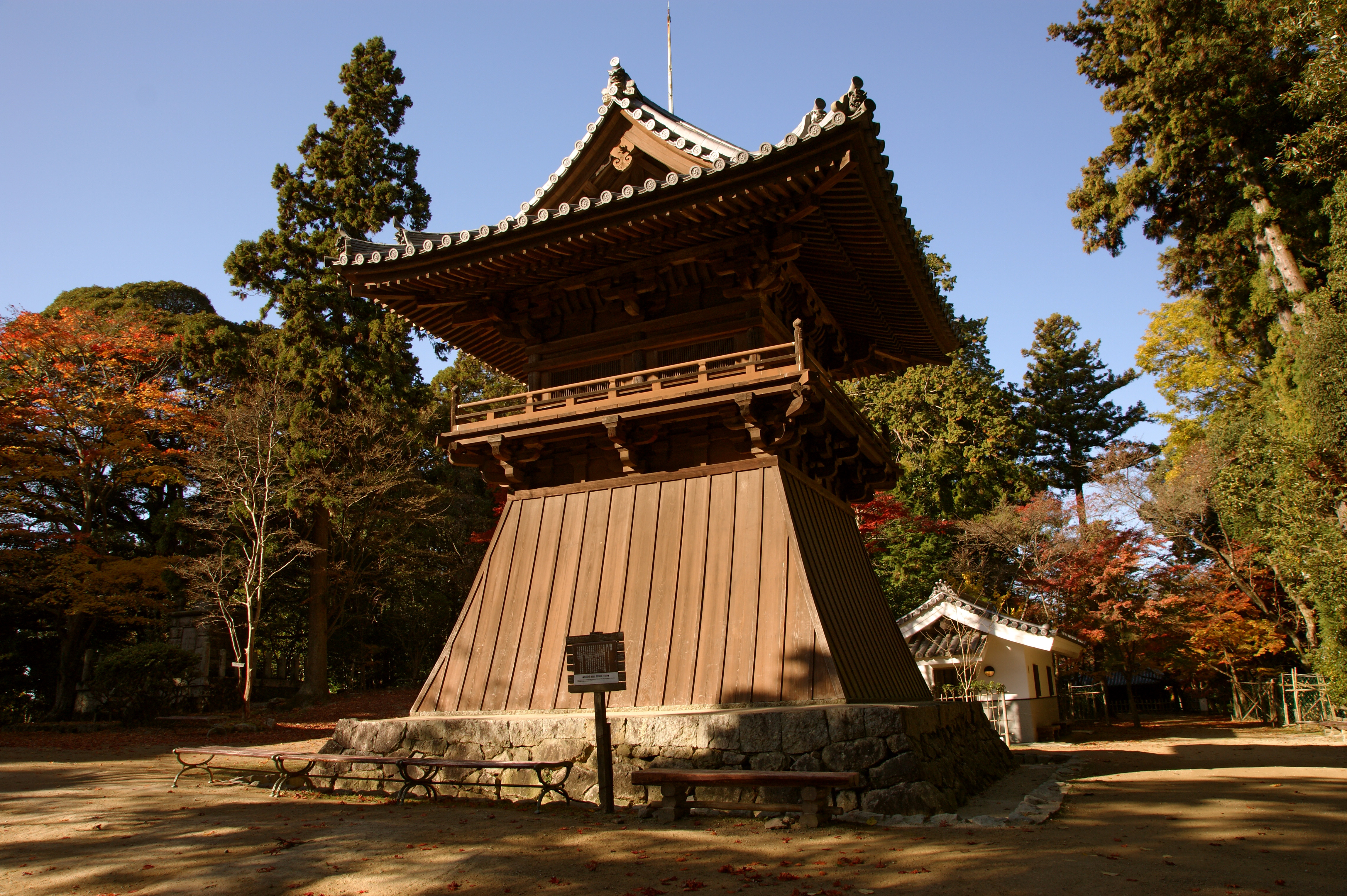
Shoro
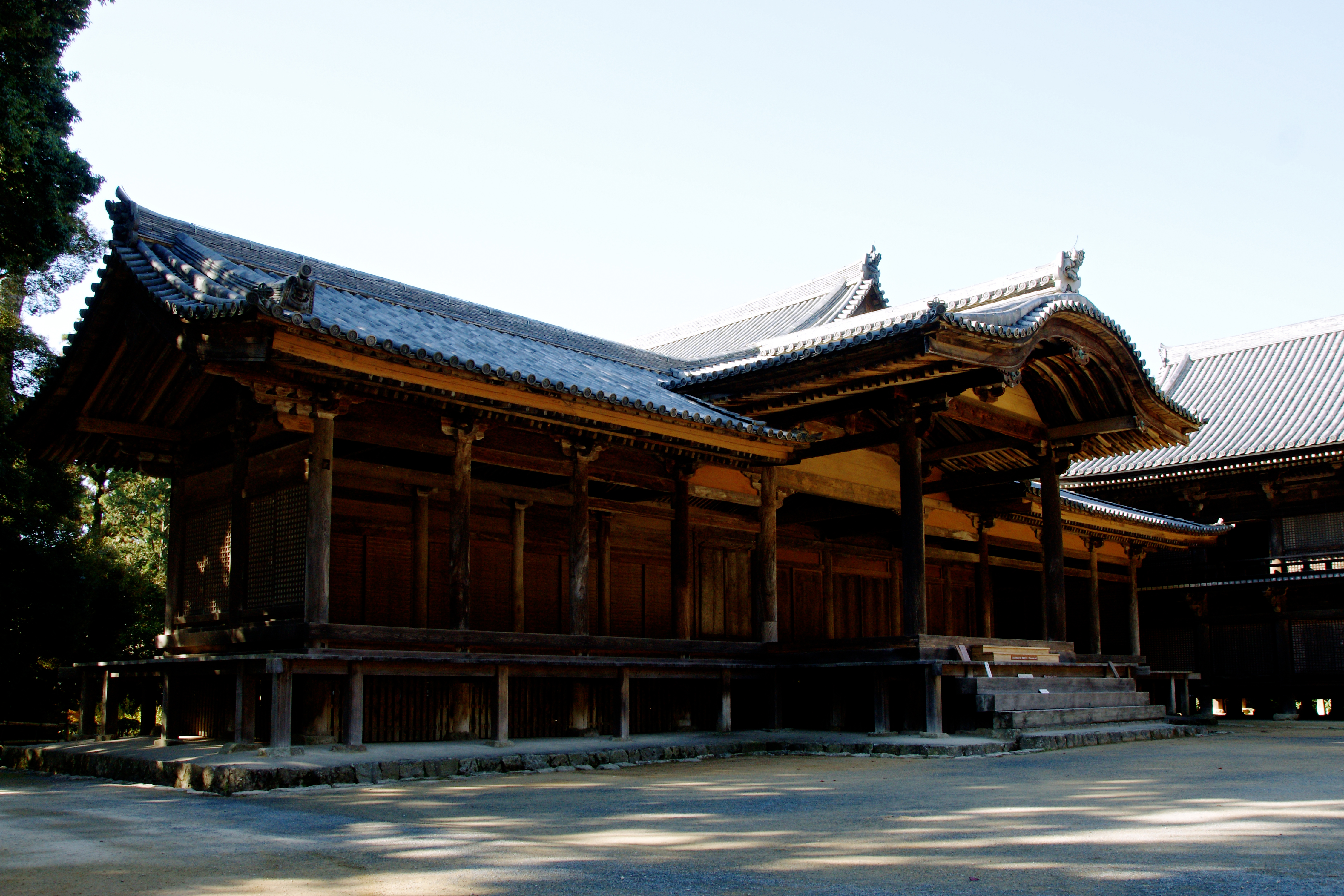
Jyōgyōdō